# Lionel Scaloni
Lionel Sebastián Scaloni, né le 16 mai 1978 à Rosario, province de Santa Fe, est un footballeur international argentin devenu entraîneur. Il possède également la nationalité italienne.
En tant que joueur, il évolue au poste d'arrière latéral ou de milieu de terrain dans différents clubs d'Argentine, puis d'Espagne et d'Italie. Il remporte avec l'Argentine la Coupe du monde des moins de 20 ans en 1997. Recruté en 1998 par le Deportivo La Corogne, il y remporte le championnat d'Espagne en 2000 et la Coupe d'Espagne en 2002. Après son départ en 2006, il connaît des expériences moins fructueuses.
Devenu entraîneur en 2016, il est nommé en 2018 sélectionneur de l'Argentine avec laquelle il remporte la Copa América 2021 et 2024 ainsi que la Coupe du monde 2022.

## Biographie

### Carrière de joueur

#### Carrière en club
Lionel Scaloni évolue en Argentine, en Espagne, en Angleterre et enfin en Italie. Sa famille est originaire d'Ascoli Piceno.
Il dispute notamment 258 matchs en première division espagnole et 67 matchs en première division italienne. Il prend également part à de nombreuses rencontres de Coupes d'Europe.
Il joue avec le Deportivo La Corogne les demi-finales de la Ligue des champions en 2004 face au FC Porto.

#### Carrière en équipe nationale
Avec l'équipe d'Argentine des moins de 20 ans, il participe à la Coupe du monde des moins de 20 ans en 1997. Lors du mondial junior organisé en Malaisie, il officie comme titulaire et joue sept matchs. Il se met en évidence en inscrivant deux buts, tout d'abord en phase de poule contre la Hongrie, puis en quart de finale face au Brésil. L'Argentine progresse jusqu'en finale, où elle est opposée à l'Uruguay. Scaloni s'illustre encore en délivrant une passe décisive, permettant à son équipe de l'emporter 1-2, et d'être sacrée champion du monde U-20.
Lionel Scaloni reçoit sept sélections en équipe d'Argentine entre 2003 et 2006, sans inscrire de but. Il joue son premier match en équipe nationale le 30 avril 2003, en amical contre la Libye (victoire 1-3).
En 2006, il est retenu afin de participer à la Coupe du monde organisée en Allemagne. Lors de ce mondial, il ne joue qu'une seule rencontre, le huitième de finale remporté après prolongation face au Mexique. L'Argentine s'incline en quart de finale face au pays organisateur, après une séance de tirs au but.

### Carrière d'entraîneur
Le 3 août 2018, Lionel Scaloni est nommé sélectionneur intérimaire de l'équipe d'Argentine.
Le 29 novembre 2018, il est confirmé dans ses fonctions de sélectionneur de l'Argentine jusqu'à la prochaine Copa América, en juin 2019. Le 10 juillet 2021, il remporte la Copa America avec l'Argentine, la première depuis 1993. Le 18 décembre 2022, il remporte la Coupe du monde avec l'Argentine, la troisième du pays. Deux mois plus tard, il prolonge son contrat de sélectionneur jusqu'en 2026.

## Palmarès

### En tant que joueur
- Vainqueur de la Coupe du monde des moins de 20 ans en 1997 avec l'équipe d'Argentine des moins de 20 ans.
- Champion d'Espagne en 2000 avec le Deportivo La Corogne.
- Vainqueur de la Coupe d'Espagne en 2002 avec le Deportivo La Corogne.
- Vainqueur de la Supercoupe d'Espagne en 2002 avec le Deportivo La Corogne.
- Finaliste de la Coupe d'Angleterre (FA Cup) en 2006 avec West Ham United.

### En tant qu'entraîneur
- Troisième de la Copa América en 2019 avec l'Argentine.
- Vainqueur de la Copa América en 2021 et 2024 avec l'Argentine.
- Vainqueur de la Finalissima en 2022 avec l'Argentine.
- Vainqueur de la Coupe du monde en 2022 avec l'Argentine.